# Fern Acres
Fern Acres és una concentració de població designada pel cens dels Estats Units a l'estat de Hawaii. Segons el cens del 2000 tenia 756 habitants.

## Demografia
Segons el cens del 2000, Fern Acres tenia 756 habitants, 267 habitatges, i 182 famílies La densitat de població era de 46,56 habitants per km².
Dels 267 habitatges en un 41,9% hi vivien nens de menys de 18 anys, en un 50,2% hi vivien parelles casades, en un 12,4% dones solteres, i en un 31,8% no eren unitats familiars. En el 24,0% dels habitatges hi vivien persones soles el 3,0% de les quals corresponia a persones de 65 anys o més que vivien soles. El nombre mitjà de persones vivint en cada habitatge era de 2,83 i el nombre mitjà de persones que vivien en cada família era de 3,40.
Per edats la població es repartia de la següent manera: un 32,9% tenia menys de 18 anys, un 8,0% entre 18 i 24, un 26,8% entre 25 i 44, un 27,8% de 45 a 64 i un 4,5% 65 anys o més.
L'edat mediana era de 35,9 anys. Per cada 100 dones hi havia 108,26 homes. Per cada 100 dones de 18 o més anys hi havia 98,05 homes.
La renda mediana per habitatge era de 31.250 $ i la renda mediana per família de 32.981 $. Els homes tenien una renda mediana de 20.417 $ mentre que les dones 23.250 $. La renda per capita de la població era d'11.876 $. Aproximadament el 10,9% de les famílies i el 16,4% de la població estaven per davall del llindar de pobresa.

## Poblacions més properes
El següent diagrama mostra les poblacions més properes.